# Берестечківський парк
Бересте́чківський — парк-пам'ятка садово-паркового мистецтва місцевого значення в Україні. Об'єкт розташований на території Берестечківської міської територіальної громади Луцького району Волинської області, м. Берестечко. 
Площа — 4,5 га, статус отриманий у 1994 році на підставі рішення Волинської облради від 17.03.1994 № 17/19. Перебуває у віданні ВУЖКГ Берестечківської міської ради.
Охороняється парк, заснований у XIX ст., у якому росте близько 60 порід дерев і чагарників.

## Галерея

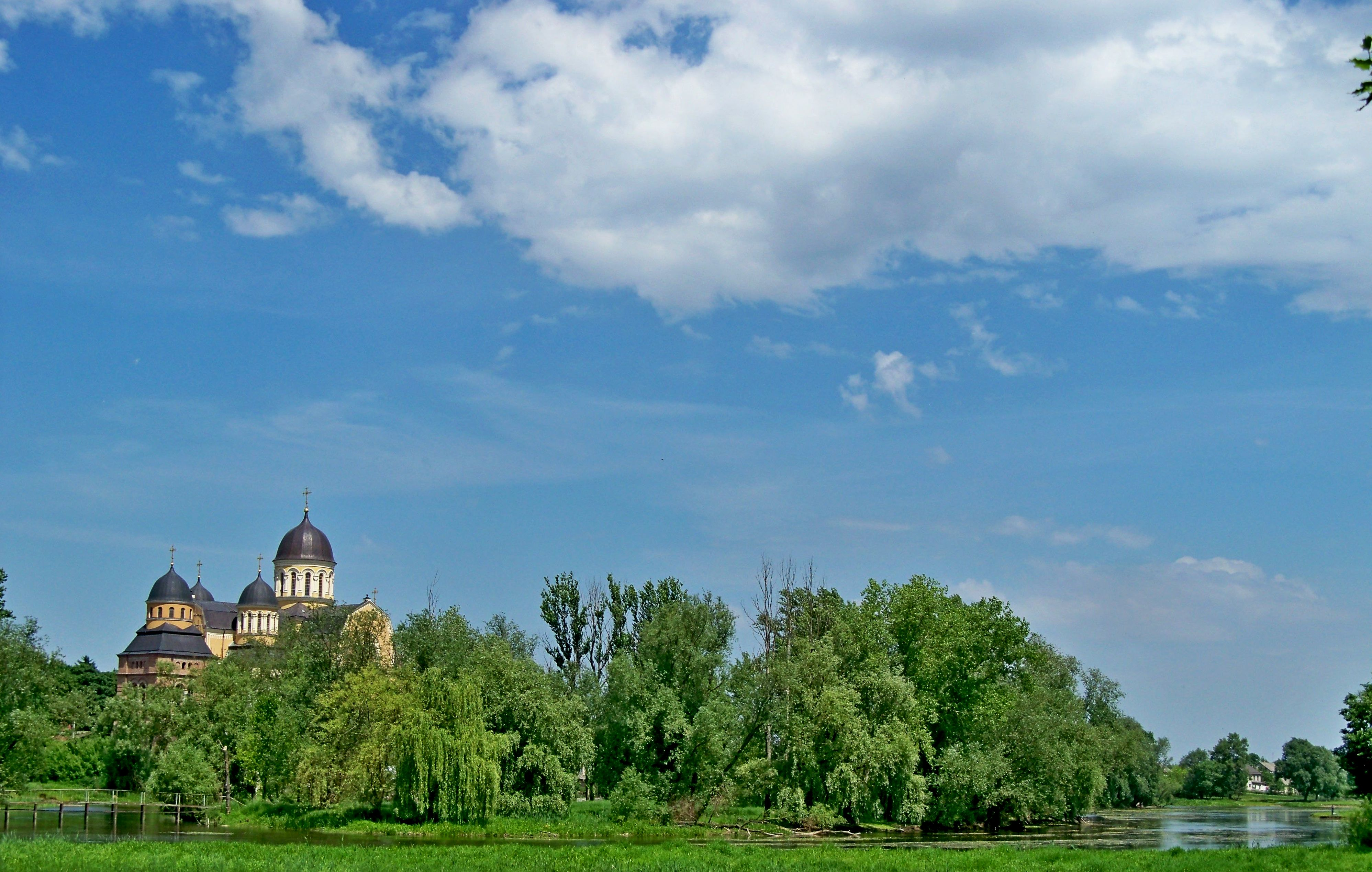
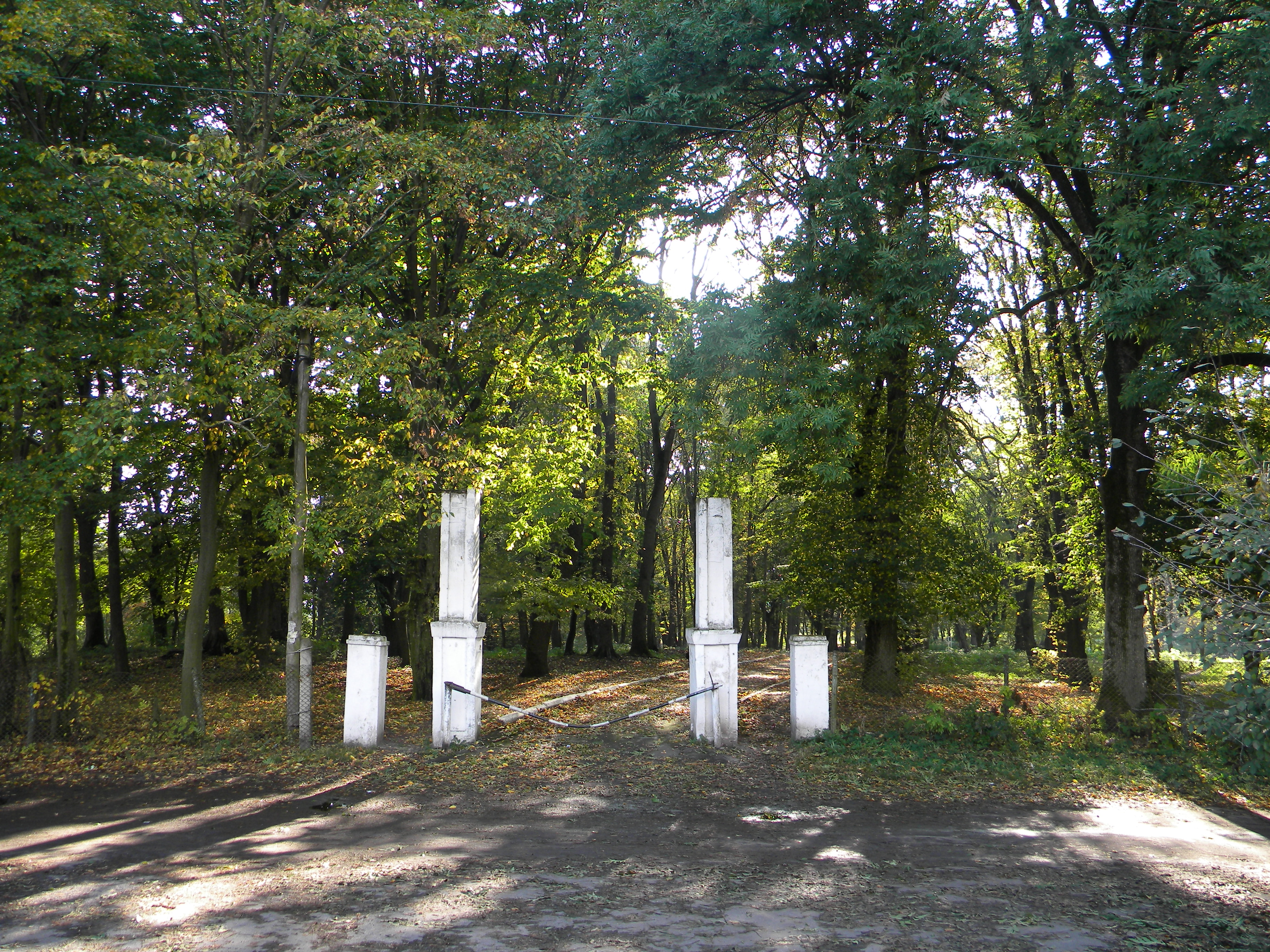
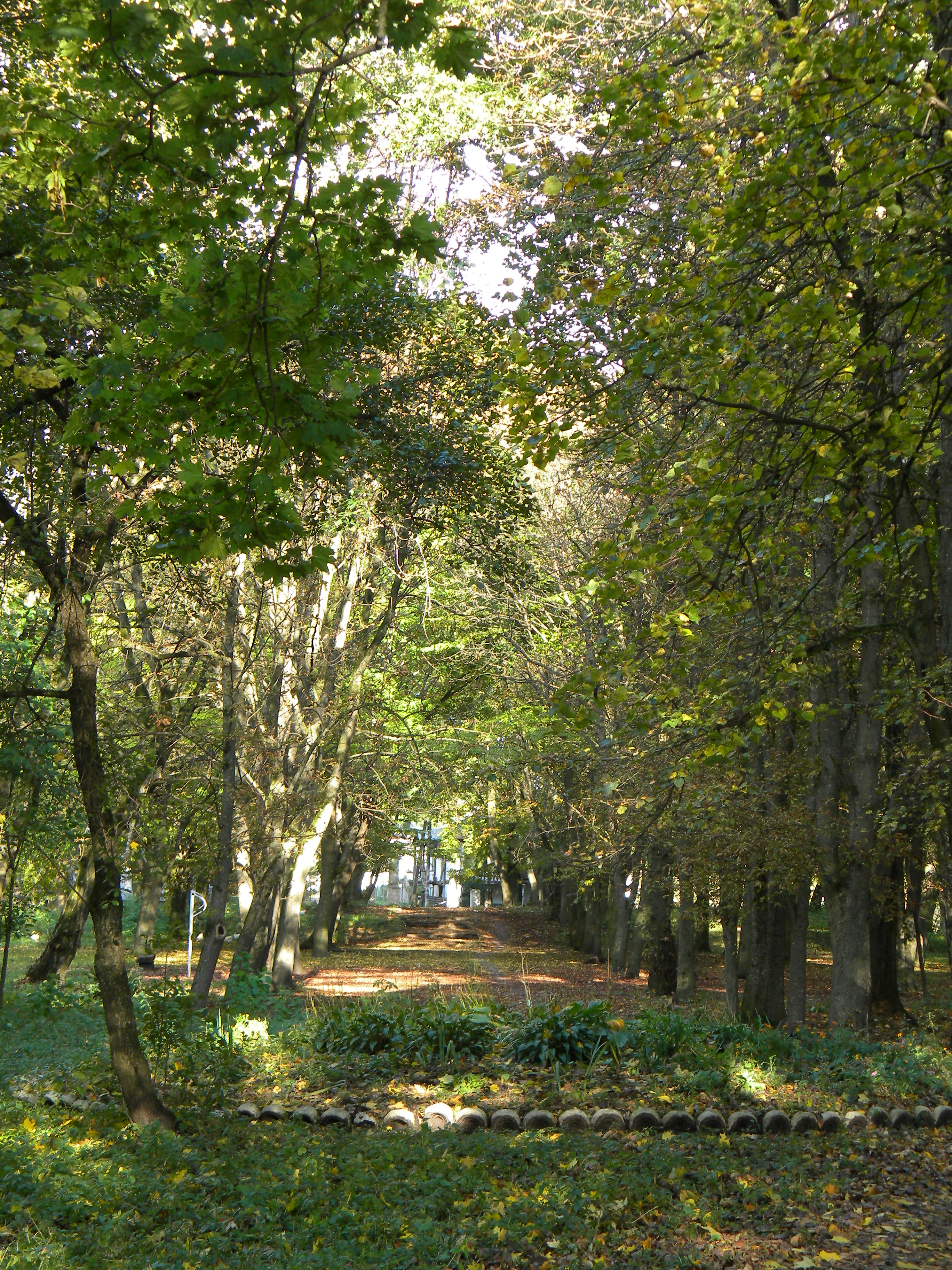
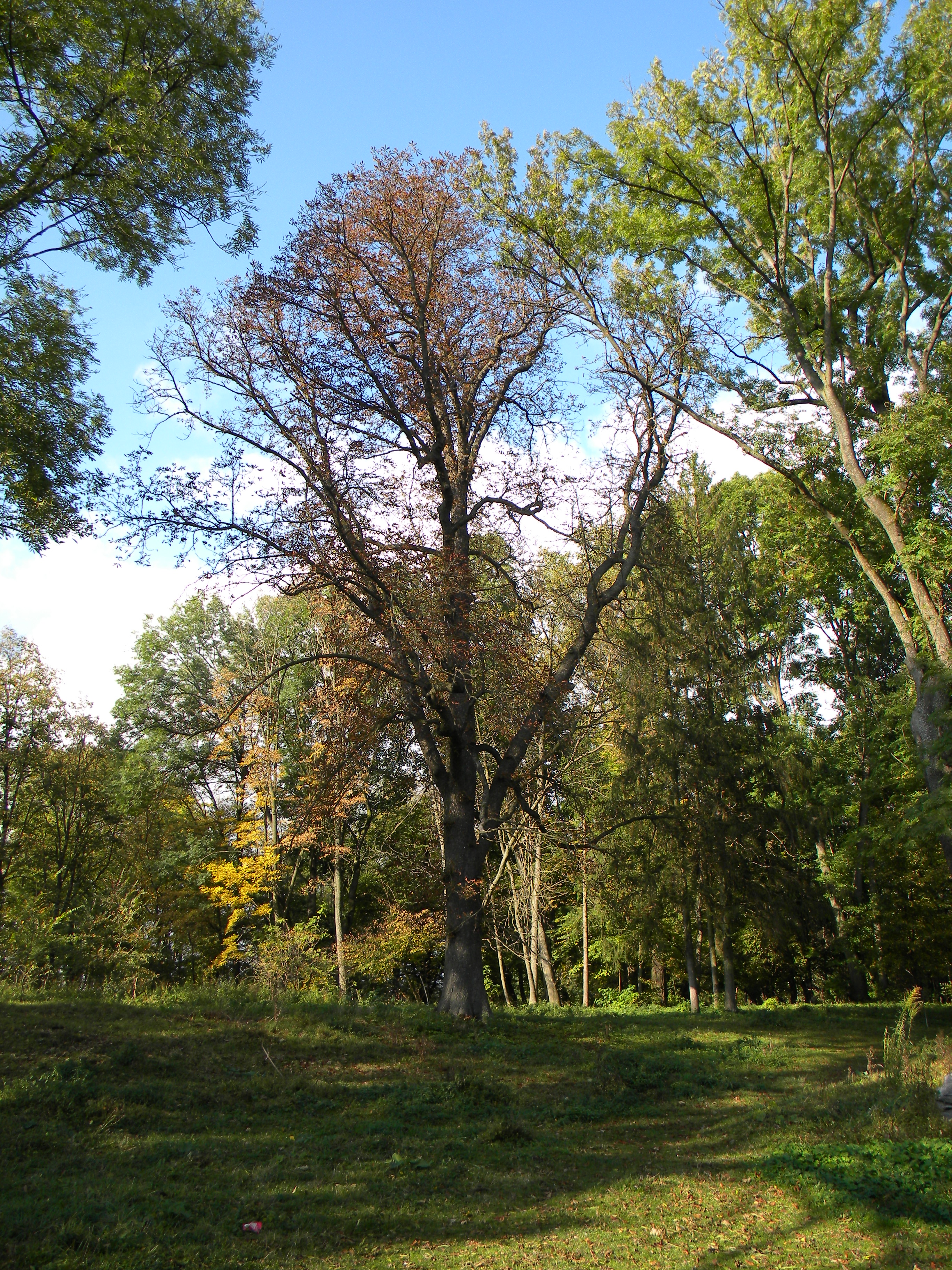
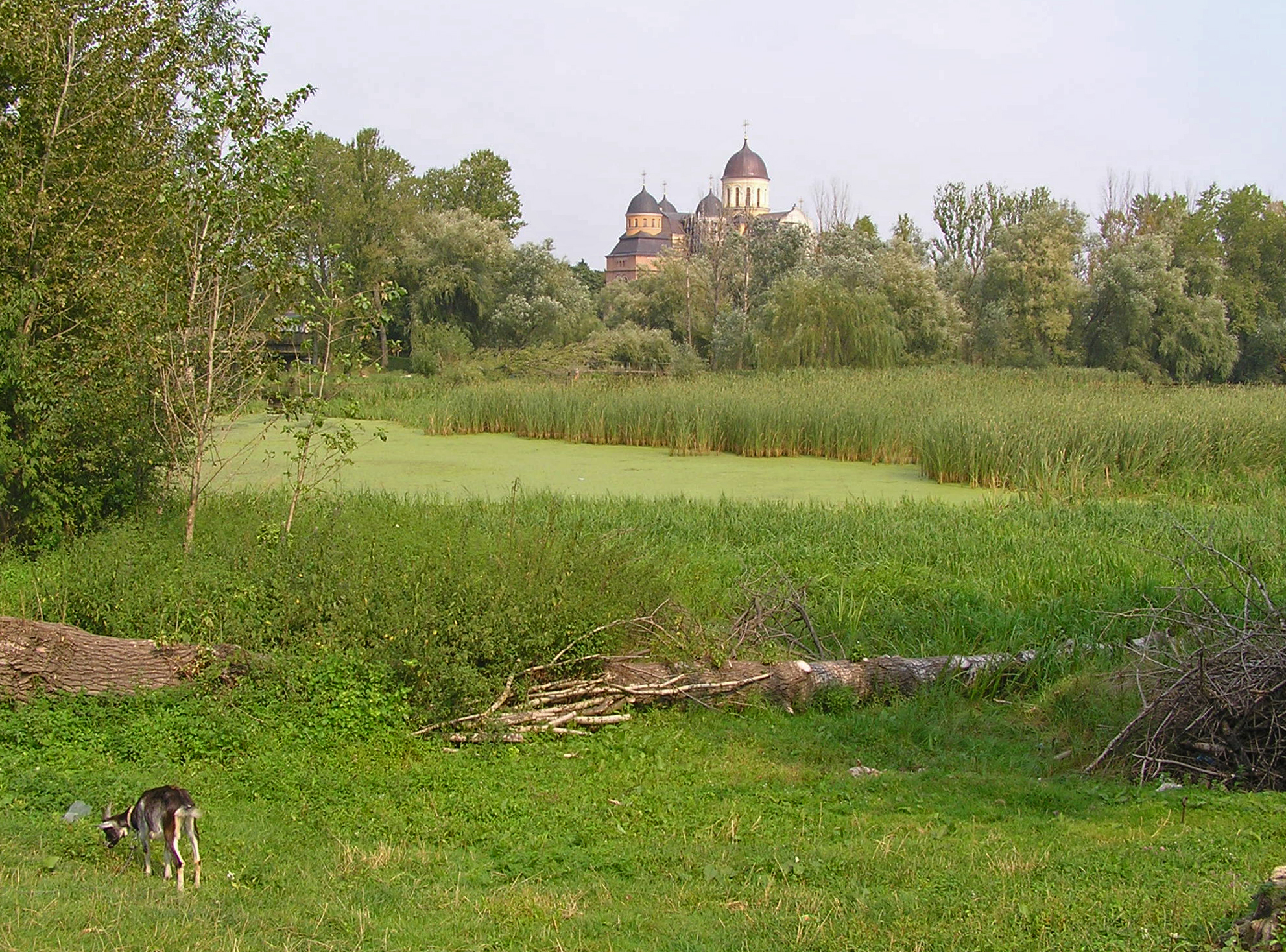